# 얀 르쿤
얀 르쿤(Yann LeCun, 본명: Yann André LeCun, /ləˈkʌn/ lə-KUN, 프랑스어: [ləkœ̃]; 원래 철자는 Le Cun; 1960년 7월 8일 ~ )은 튜링상을 수상한 프랑스 컴퓨터 과학자로 주로 기계 학습, 컴퓨터 비전, 모바일 로보틱스, 계산신경과학 분야에서 일하고 있다. 뉴욕 대학교 쿠란트 수학연구소의 실버 교수이자 메타의 수석 AI 과학자 부사장이다.
CNN(합성곱 신경망)을 사용한 광학 문자 인식 및 컴퓨터 비전에 대한 연구로 잘 알려져 있으며, 합성곱 신경망의 창시자이다. 그는 또한 DjVu 이미지 압축 기술의 주요 창시자 중 한 명이다. 레옹 보투(Léon Bottou)와 함께 러시(Lush) 프로그래밍 언어를 공동 개발했다.
르쿤은 딥 러닝에 대한 연구로 요슈아 벤지오 및 제프리 힌턴과 함께 2018 튜링상을 수상했다. 이 세 사람은 때때로 "AI의 대부"와 "딥 러닝의 대부"로 불린다.

## 생애 초기
얀 르쿤은 1960년 7월 8일, 파리 교외의 소이지수몽모랑시(Soisy-sous-Montmorency)에서 태어났다. 그의 성인 "Le Cun"은 브르타뉴 지역 갱강에서 유래한 고대 브르타뉴어 "Le Cunff"에서 유래했다. "얀(Yann)"은 "존(John)"의 브르타뉴어 이름이다.
르쿤은 1983년 파리 ESIEE 공과대학교에서 공학사 학위를, 1987년 피에르 에 마리 퀴리 대학교(현 소르본 대학교)에서 컴퓨터 과학 박사 학위를 취득했다. 박사 과정 중 그는 신경망을 위한 초기 형태의 역전파 학습 알고리즘을 제안했다. 1987년부터 1년간 제프리 힌턴 밑에서 토론토 대학교에서 박사후 연구원으로 일했으며, 이후 AT&T에 합류했다.

## 연구 활동

### 벨 연구소
1988년, 얀 르쿤은 미국 뉴저지주 홈델에 위치한 AT&T 벨 연구소의 적응 시스템 연구부(Adaptive Systems Research Department)에 합류했다. 이 부서는 로렌스 D. 재클이 이끌고 있었으며, 르쿤은 이곳에서 여러 새로운 기계 학습 기법을 개발했다. 대표적인 성과로는 생물학적 영감을 받은 이미지 인식 모델인 합성곱 신경망(LeNet), "Optimal Brain Damage"라는 정규화 기법, 필기 인식 및 광학 문자 인식(OCR)에 적용된 조건부 무작위장과 유사한 기법인 Graph Transformer Networks이 있다. 르쿤이 개발에 기여한 수표 인식 시스템은 NCR 등 여러 기업에 의해 널리 상용화되었으며, 1990년대 후반부터 2000년대 초반에 이르는 기간 동안 미국 내 수표의 10% 이상을 처리했다는 평가도 있다.
1996년, AT&T 랩스 리서치(AT&T Labs-Research)로 자리를 옮겨 영상 처리 연구부(이미지 프로세싱 리서치 부서)의 책임자가 되었으며, 주로 로렌스 라비너(Lawrence Rabiner)가 이끄는 음성 및 영상 처리 연구소에서 활동했다. 이 시기에는 DjVu 이미지 압축 기술 개발에 주력했는데, 이때 개발한 기술은 인터넷 아카이브 등 여러 웹사이트에서 스캔된 문서 배포에 활용되었다. 이 시기 주요 협업자에는 레옹 보투(Léon Bottou)와 블라디미르 바프닉(Vladimir Vapnik)이 있다.

### 뉴욕대학교

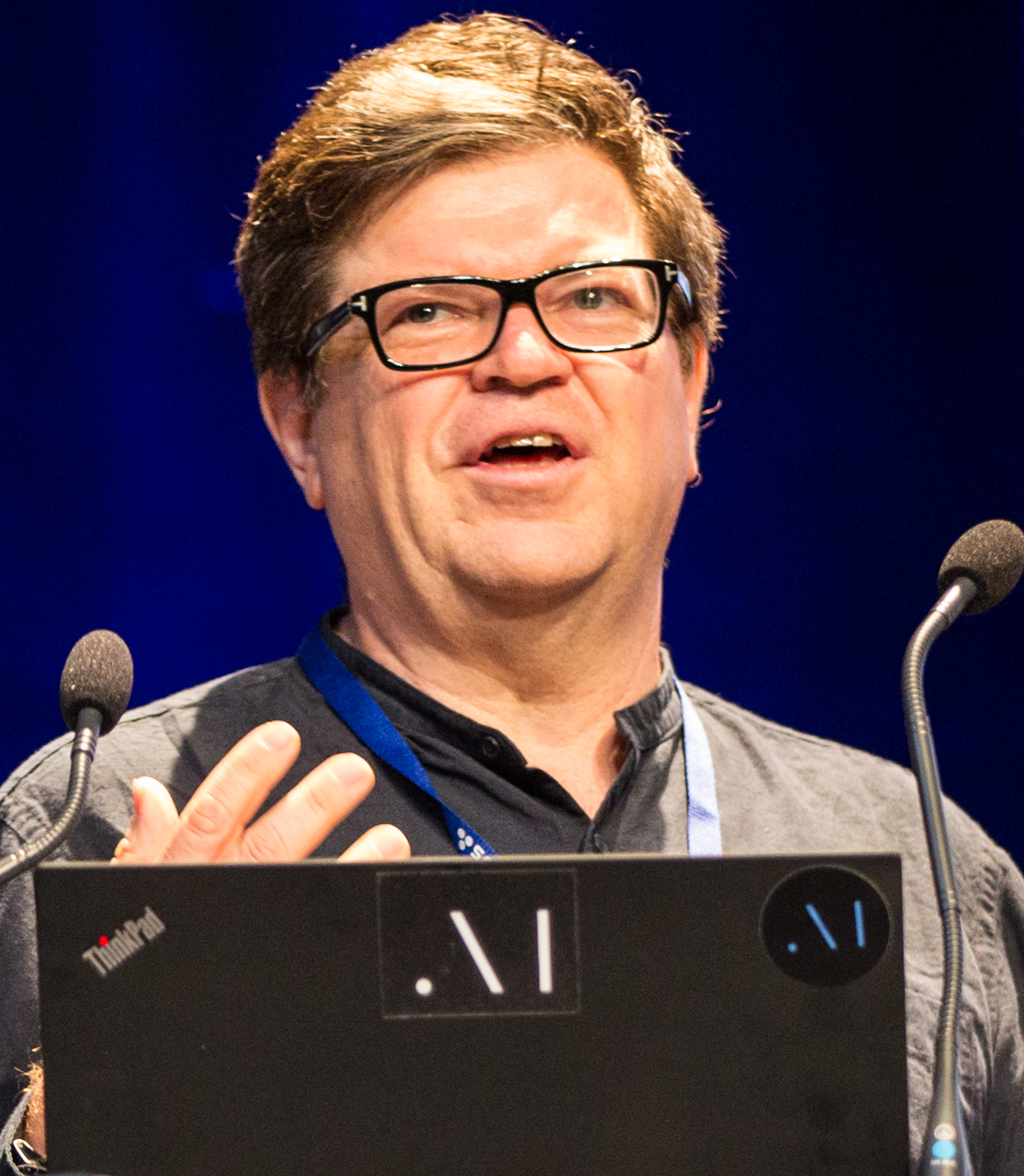
2018년 모습

르쿤은 뉴저지주 프린스턴에 소재한 NEC 연구재단(현 NEC-Labs America)에서 잠시 펠로우로 근무한 후, 2003년에 뉴욕대학교에 합류하였다. 또한 뉴욕 탠던 이공과대학교에서도 교수직을 맡았다. 뉴욕대에서 지도학습 및 비지도학습을 위한 에너지 기반 모델, 컴퓨터 비전의 객체 인식을 위한 특징 학습, 모바일 로보틱스 등의 연구를 진행하였다.
2012년에는 NYU 데이터 과학 센터(NYU Center for Data Science)의 초대 소장으로 임명되었으며, 2013년 12월 9일에는 페이스북(현 메타 플랫폼스)의 인공지능 연구소 초대 소장이 되었다. 2014년 초에 NYU 데이터 과학 센터 소장직에서 물러났다.
르쿤은 2013년 요슈아 벤지오와 함께 머신러닝 분야의 대표적인 학회인 국제 표현 학습 학회(ICLR)를 공동 설립하였고, 자신의 웹사이트에서 이전부터 주장하던 사후 공개 리뷰 방식을 학회에 도입하였다. 그는 1986년부터 2012년까지 매년 유타주 스노우버드에서 열리는 "러닝 워크숍(Learning Workshop)"을 조직하고 주최했다. 또한, 캘리포니아 대학교 로스앤젤레스의 순수 및 응용수학 연구소(IPAM)의 과학 자문위원회 위원이자, 캐나다의 CIFAR가 주관하는 "기계와 두뇌에서의 학습" 프로그램(구 Neural Computation & Adaptive Perception)의 공동 책임자이다.
2016년에는 프랑스 파리의 콜레주 드 프랑스에서 컴퓨터 과학 및 디지털 과학 분야의 연례 강좌 석좌교수로 초빙되어 개강 강연(“leçon inaugurale”)을 진행하였다. 2023년에는 NYU 그는 쿠란트 수학연구소 및 신경과학센터(Center for Neural Science)의 컴퓨터 과학 및 신경과학 분야에서 제1대 Jacob T. Schwartz 석좌교수로 임명되었으며, 프랑스 연구 단체 Kyutai의 과학 자문위원으로도 활동하고 있다. 이 단체는 자비에르 니엘, 로돌프 사아데, 에릭 슈미트 등이 자금을 지원하고 있다.

## 업적
얀 르쿤은 인공지능 비전, 인공 신경망, 특히 이미지 인식 분야에서 130편 이상의 논문과 자료를 발표했으며, 이 분야의 개척자로 평가받고 있다. 그는 자신의 연구가 장 피아제와 구성주의 이론 등에서 영향을 받았다고 밝힌 바 있다. 르쿤은 딥러닝의 대중화에 핵심적인 기여를 한 인물로 널리 인정받고 있지만, 일부 학자들은 그가 선행 연구들을 무시하거나 충분히 언급하지 않았다고 비판하기도 한다.
1990년대 르쿤은 이미지 인식을 위한 합성곱 신경망(CNN) 기법을 개발했고, 이는 빠르게 프랑스의 크레디 뮈튀엘 드 브르타뉴(Crédit mutuel de Bretagne) 은행의 수표 자동 판독 시스템에 적용되었다.
르쿤은 인공지능의 향후 발전을 위해 다음과 같은 과제가 필요하다고 보았다. 첫째로 딥러닝에 대한 이론적 이해의 완성, 딥러닝과 추론 및 계획 시스템의 통합, 둘째로 지도학습과 비지도학습을 단일 학습 규칙으로 통합하는 생물학적 두뇌 모델 기반 학습 방식, 그리고 무엇보다 셋째로 효율적인 비지도 학습 방식의 개발이다. 그는 인공지능이 인간의 뇌와 동일할 수 없다고 보며, 인간과 로봇은 생물학적 특성에서 근본적으로 다르다고 주장한다.
페이스북(현재 메타)에서는, 텍스트를 읽고 번역하며 예약을 처리하는 등 자율적인 기능을 수행할 수 있는 지능형 개인 비서 개발에 참여했다.
르쿤은 리눅스와 같은 오픈 인공지능 인프라의 필요성을 주장하며, 정부가 신뢰할 수 있는 인공지능 기술을 장려하고 이를 통해 파생되는 기술의 신뢰성을 보장해야 한다고 본다. 그는 인공지능에 대한 규제를 “시대착오적”이라며 반대하기도 했다.
2019년 이후 그는 자기지도학습(SSL)에 연구를 집중하고 있으며, 2022년부터는 목표지향형(open-ended goal-driven) 인공지능 개념을 오픈소스로 개발하고 있다. 같은 해 그는 I-JEPA라는 모델을 발표했는데, 이는 공동 임베딩 예측 아키텍처(Joint Embedding Predictive Architecture)를 기반으로 한다. 이 모델은 어린아이처럼 세상을 관찰하고, 관찰한 장면에서 중요한 요소들을 추상적으로 내부 표현으로 구성하여, 미래 사건을 예측하고 시뮬레이션한다. 이러한 방식은 객체의 색, 모양, 위치와 같은 부차적 정보에 덜 의존하며, 내부적으로 세계의 작동 방식을 설명하는 모델을 구축해 보다 빠르게 학습하고 계획하며 복잡한 작업을 수행하거나 새로운 환경에 유연하게 적응할 수 있게 한다. 이는 자율주행 같은 분야에 변화를 가져올 수 있는 접근법으로 기대된다.